# استاد (فیلم ۱۴۰۱)
استاد فیلم ایرانی به کارگردانی سیدعماد حسینی و تهیه‌کنندگی بهروز افخمی محصول سال ۱۴۰۱ است. این فیلم در چهل و یکمین دوره جشنواره بین‌المللی فیلم فجر حضور داشت و سجاد بابایی برای بازی در این فیلم برندهٔ سیمرغ بلورین بهترین بازیگر نقش مکمل مرد شد.

## خلاصهٔ داستان
داستان تجاوز یک استاد نقاشی به شاگردانش است؛ گلنوش برای مهاجرت و ادامه تحصیل به توصیه‌نامه استاد ادریس که معمار و نقاش مشهوری است نیاز دارد، اما ماجراهایی برای او و استادش پیش می‌آید که شرایط را پیچیده می‌کند.

## بازیگران
- حسن معجونی در نقش استاد ادریس
- هدیه حسینی‌نژاد در نقش گلنوش
- سجاد بابایی
- حوریه مقدم
- مهدی ابوحمزه